# Natural Boogie
Natural Boogie — другий студійний альбом американського блюзового музиканта Гаунд-Доґа Тейлора, випущений у 1974 році лейблом Alligator.

## Опис
Другий альбом Гаунд-Доґа Тейлора був записаний 5 жовтня 1973 року на студії Sound Studios в Чикаго, Іллінойс на лейблі Брюса Іглауера Alligator. Тут Тейлор перезаписав свій перший сингл «Take Five», серед інших виділяються власні «See Me in the Evening» і «Sadie», кавери «Hawaiian Boogie» і «Talk to My Baby» Елмора Джеймса.
Тейлор грає у складі свого тріо з гітаристом Брюер Філліпсом та ударником Тедом Гарві. Альбом був спродюсований Хаунд-Догом Тейлором та Брюсом Іглауером і присвячений Моргану Теллу. У Великій Британії альбом був випущений у 1974 році лейблом Sonet.
Журнал «Blues Unlimited» написав у своїй рецензії, що «жоден прихильник чиказького блюзу не може собі дозволити пропустити цей альбом».

## Список композицій
1. «Take Five» (Гаунд-Доґ Тейлор) — 2:40
2. «Hawaiian Boogie» (Елмор Джеймс, Джо Джосі) — 2:38
3. «See Me in the Evening» (Гаунд-Доґ Тейлор) — 5:04
4. «You Can't Sit Down» (Корнелл Малдроу, Ді Кларк, Філ Апчерч) — 3:20
5. «Sitting at Home Alone» (Гаунд-Доґ Тейлор) — 4:07
6. «One More Time» (Брюер Філліпс) — 2:27
7. «Roll Your Moneymaker» (Гаунд-Доґ Тейлор) — 4:00
8. «Buster's Boogie» (Гаунд-Доґ Тейлор) — 3:12
9. «Sadie» (Гаунд-Доґ Тейлор) — 6:10
10. «Talk to My Baby» (Елмор Джеймс) — 3:18
11. «Goodnight Boogie» (Гаунд-Доґ Тейлор) — 3:22

## Учасники запису
- Гаунд-Доґ Тейлор — соло-гітара і вокал
- Брюер Філліпс —  друга гітара
- Тед Гарві — ударні

Технічний персонал
- Гаунд-Доґ Тейлор, Брюс Іглауер — продюсер
- Стю Блек — інженер, мікшування
- Боб Кілінг — фотографія
- Майкл Гроссмен — дизайн обкладинки